# Гайвер 2: Тёмный герой
«Гайвер 2: Тёмный герой» (англ. Guyver: Dark Hero) — американский супергеройский фильм, снятый режиссёром Стивом Вангом в 1994 году. Является сиквелом фильма «Гайвер», снятого в 1991 году. В США был выпущен только на видео, получив ограниченный прокат в некоторых других странах. В отличие от первой части, получил возрастной рейтинг R из-за более мрачной атмосферы и брутальных боевых сцен.

## Сюжет
После победы над компанией Кронос в первом фильме Шон Баркер стал использовать костюм Гайвера для борьбы с преступностью. Однако костюм обладал внутренней жаждой крови, и в результате Шон использует довольно жёсткие методы, а по ночам страдает от кровавых кошмаров. Это приводит его к разрыву с его девушкой Мизки.
Однако затем Шон узнаёт из газеты, что в штате Юта был найден космический корабль. Прибыв туда, Шон узнаёт, что он уничтожил лишь одно отделение компании Кронос, а в Юте орудует другой отдел, жаждущий заполучить гайверы на борту найденного корабля. Шону предстоит помешать компании Кронос получить их, заодно обретя новую любовь.

## В ролях
- Дэвид Хэйтер — Шон Баркер/Гайвер
- Кэти Кристоферсон — Кори
- Бруно Джаннотта — Крэйн/Гайвер Зоонойд
- Кристофер Майкл — Эткинс
- Стюарт Уайсс — Маркус
- Билли Ли — Мизки

## Критика
Фильм получил гораздо более положительные отзывы зрителей и критиков, чем первая часть. Особенно приятными моментами были названы удачная замена главного актёра, более близкая к оригиналу атмосфера и хорошо проработанные боевые сцены.